# Ben Hinchliffe
Ben Hinchliffe (Preston, 1988. október 9. –) angol labdarúgó, aki jelenleg a Derby County csapatában játszik.

## Pályafutása

### Preston North End
Hinchliffe 2006 áprilisában kapta kézhez profi kontraktusát az akadémián való remeklése miatt. Mezszámot is kapott a felnőttek között, de a 2006/07-os szezon elején kölcsönadták őt a hetedosztályban szereplő Kendal Townnak. Hinchliffe 10-szer lépett pályára ott és remekül teljesített. 2006 októberében megszakadt a kölcsönszereplése egy sérülés miatt, ami műtétet igényelt.

### Tranmere Rovers
A kapus 2007 februárjára épült fel, ekkor rögtön kölcsönvette a League One-ban szereplő Tranmere Rovers, mivel lesérült a csapat első számú hálóőre, John Achterberg. Hinchliffe-re csereként számította a Tranmere-nél, ahol először akkor jutott szóhoz, amikor Gavin Ward a tizenhatoson kívül ért kézzel a labdához és kiállítoták. A következő meccsen Ward automatikus eltiltása miatt Hinchliffe kezdő volt a Brentford ellen. Ez volt az utolsó meccse a Roversnél.

### Derby County
2007. július 10-én Hinchliffe a Premier League-be frissen feljutott Derby Countyhoz került. Itt újra együtt dolgozhatott a korábbi Preston-menedzserrel, Billy Davies-szel. Még nem léphetett pályára a csapatban.